# Las Toninas
Las Toninas is een plaats in het Argentijnse bestuurlijke gebied La Costa in de provincie Buenos Aires. De plaats telt 3.550 inwoners.

## Galerij

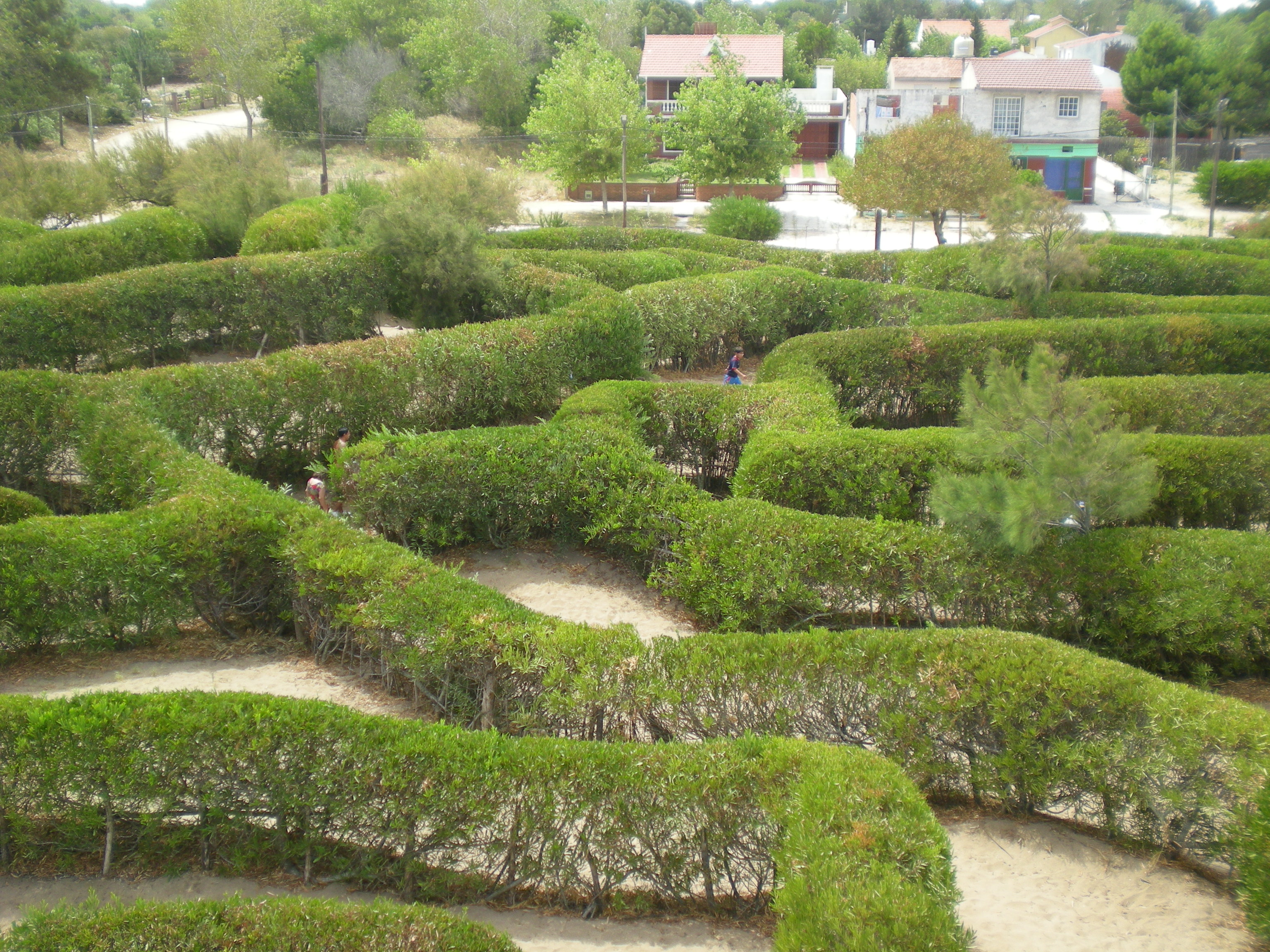
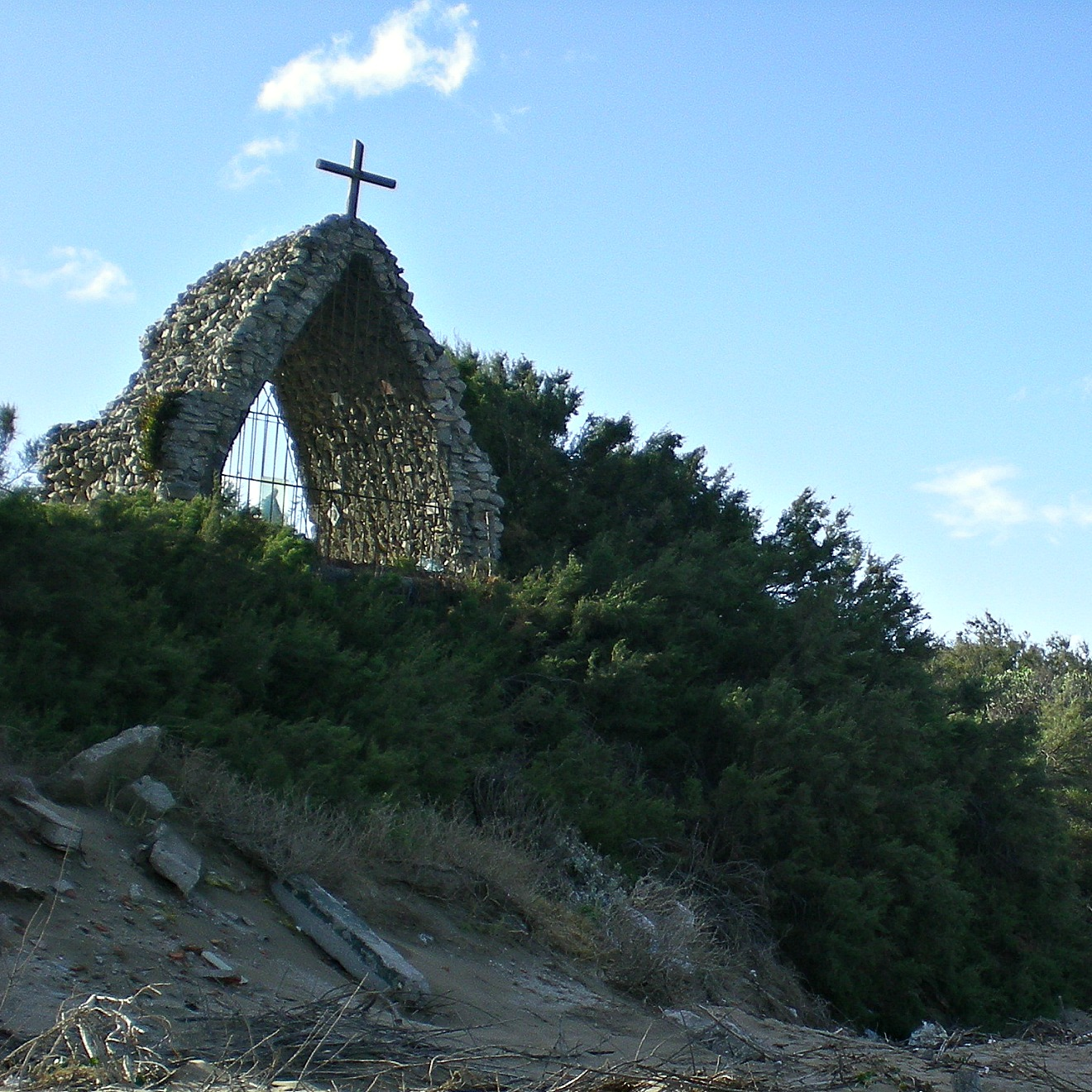